# Michaël Denard
Michaël Denard (Dresda, 5 novembre 1944 – Parigi, 17 febbraio 2023) è stato un ballerino e attore francese.

## Biografia
Michaël Denard nacque a Dresda da madre tedesca e padre francese. Si avvicinò alla danza soltanto nell'adolescenza e nel 1963 si unì al balletto di Tolosa. Dopo aver danzato con l'Opéra national de Lorraine nel 1964, nel 1965 si unì ai Ballets Européens di Lorca Massine e nello stesso anno conobbe Ghislaine Thesmar, che sarebbe poi stata la sua partner sulle scene. Pochi mesi più tardi fu scritturato dal balletto dell'Opéra di Parigi, di cui scalò rapidamente i ranghi: fu promosso a coryphée nel 1967, a solista nel 1968, a primo ballerino nel 1969 e a danseur étoile nel 1971.
Per quanto la sua carriera sia indissolubilmente legata all'Opéra Garnier, Denard fu di scena in alcuni dei maggiori teatri del mondo. Nel dicembre 1969 danzò alla Deutsche Oper Berlin come Siegfried accanto alla Odette di Lynn Seymour ne Il lago dei cigni di Kenneth MacMillan. Nel 1970 si esibì con Yvette Chauviré in una tournée russa di Mariage d'Aurore; durante il tour conobbe Maurice Béjart, che lo invitò a danzare il ruolo di Romeo nel balletto di Prokof'ev a Bruxelles. Sempre nello stesso anno Béjart coregorafò per lui il ruolo da protagonista ne L'uccello di fuoco, mentre nel 1971 Denard fu guest star nella stagione estiva dell'American Ballet Theatre.
Nel corso della sua carriera danzò per i maggiori coreografi moderni, tra cui George Balanchine, Jerome Robbins, Alvin Ailey, John Neumeier, Merce Cunningham, Carolyn Carlson, Lucinda Childs, Antony Tudor, Hans Van Manen, Glen Tetley e Roland Petit. Tra i suoi ruoli più celebri si ricordano Albrecht in Giselle, Apollo nell'Apollon musagète e Siegfried in quattro diversi allestimenti de Il lago dei cigni: quello di MacMillan, di Rudol'f Nureev, di Erik Bruhn e di John Neumeier.
Dal 1984 fu anche attore di cinema, televisione ma soprattutto teatro. Dopo aver dato l'addio alle scene il 9 dicembre 1989, fu direttore del balletto della Staatsoper Unter den Linden dal 1993 al 1996. Successivamente tornò a danzare per un altro decennio all'Opéra Garnier, questa volta come ballerino caratterista; nel 2009 diede il suo addio definitivo alle scene nel ruolo di Padre Duval ne La signora delle camelie.

## Onorificenze

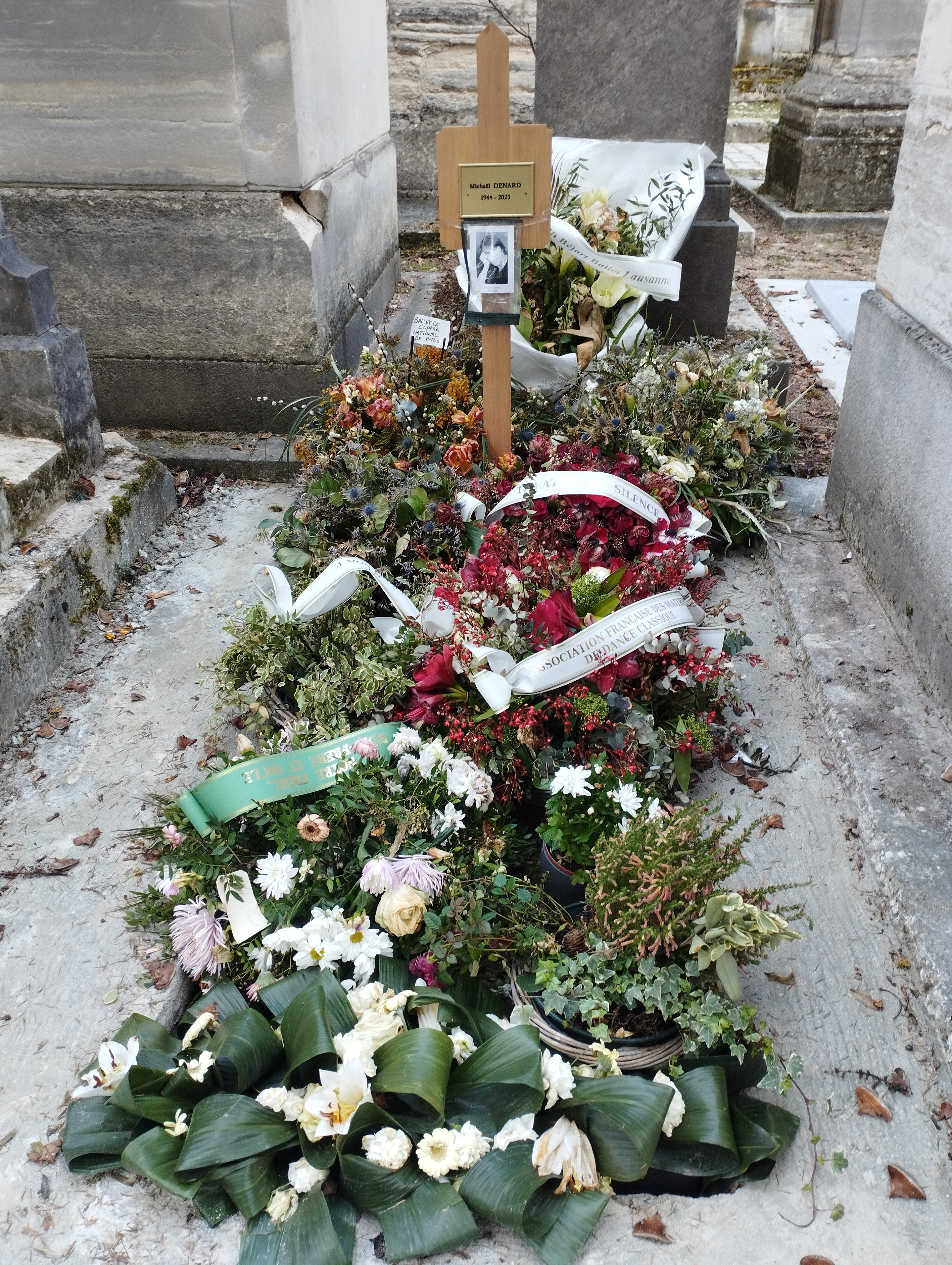
Tomba.